# Молочна війна
Молочна війна — торговий конфлікт між Росією та Білоруссю в червні 2009 року. Росія та Білорусь мають тісні економічні стосунки, і конфлікт виник через те, що Росія нібито намагалася виплатити Білорусі 500 мільйонів доларів США за визнання незалежності Абхазії та Південної Осетії. Росія також висловила зацікавленість у приватизації білоруської молочної галузі. Білорусь відповіла на це перемовами з Європейським Союзом щодо сертифікації білоруського молока відповідно до норм ЄС. Тоді Росія заборонила ввезення молочних продуктів з Білорусі, посилаючись на їх ймовірну невідповідність санітарним нормам. Торговий конфлікт закінчився 17 червня 2009 року, коли Росія заявила, що скасовує заборону.
Пізніше, в 2009 році, тодішній білоруський президент Олександр Лукашенко висловив жаль через те, що не підтримав Росію і не визнав Абхазію та Південну Осетію. Палата представників Білорусі направила місію до цих спірних регіонів, щоб з'ясувати, чи має Білорусь надавати дипломатичне визнання цим державним утворенням. Грузія протестувала проти цієї місії і закликала Білорусь не визнавати їх. Росія продовжила свою "чекову дипломатію" та, імовірно, платила або надавала військову підтримку Венесуелі, Науру, Вануату, Тувалу та Сирії взамін на визнання Абхазії або Південної Осетії незалежними державами.
Росія погрожувала черговою Молочною війною в 2013 році. Також, в червні 2017 та в 2018–2019 роках Росія відновлювала тимчасові заборони на білоруські молочні продукти. Російські була занепокоєна західними санкціями, які нібито дозволяють Білорусі скористатися російським ринком, виробляючи продукцію нижчої якості. Своєю чергою, білоруські виробники заявляли, що Росія виставила проти них жорсткі перепони. Білорусь протестувала проти цих торгових війн, заявляючи, що вони сприяють міжнародній ізоляції країни.

## Передумови

Окуповані території Грузії (Абхазія та Південна Осетія)

Білорусь та Росія є двома пострадянськими державами-сусідами, які пов'язані договором про Союзну державу Росії та Білорусі. Напруженість між ними почала загострюватись наприкінці 2006 року, коли Росія збільшила ціну на газ для Білорусі, а Білорусь почала перемовини з Європейським Союзом. Білорусь приєдналася до «Східного партнерства», ініціативи щодо поліпшення економічних та політичних відносин між ЄС та шістьма пострадянськими державами. Було скасовано заборону на поїздки білоруського президента Олександра Лукашенко до ЄС, попри те що він зберіг цю посаду завдяки фальсифікаціям на виборах президента Білорусі 2006 року.
Після російсько-грузинської війни 2008 року Росія визнала незалежність Абхазії та Південної Осетії. На Білорусь чинився тиск щодо визнання Абхазії та Південної Осетії незалежними державами. На той час лише Росія та Нікарагуа надали дипломатичне визнання цим двом формуванням. Білорусь їх не визнала і розпочала переговори зі США щодо звільнення політичних в'язнів.
Подібні "війни" проводились не лише проти Білорусі, а й проти інших країн. У періоди напруженості відносин Росії із відповідними країнами заборонялись м'ясні продукти з Польщі, вино з Молдови, рибні консерви з Латвії та більшість сільськогосподарських продуктів з Грузії.

## Торгівельна суперечка

### Візит Путіна до Мінська

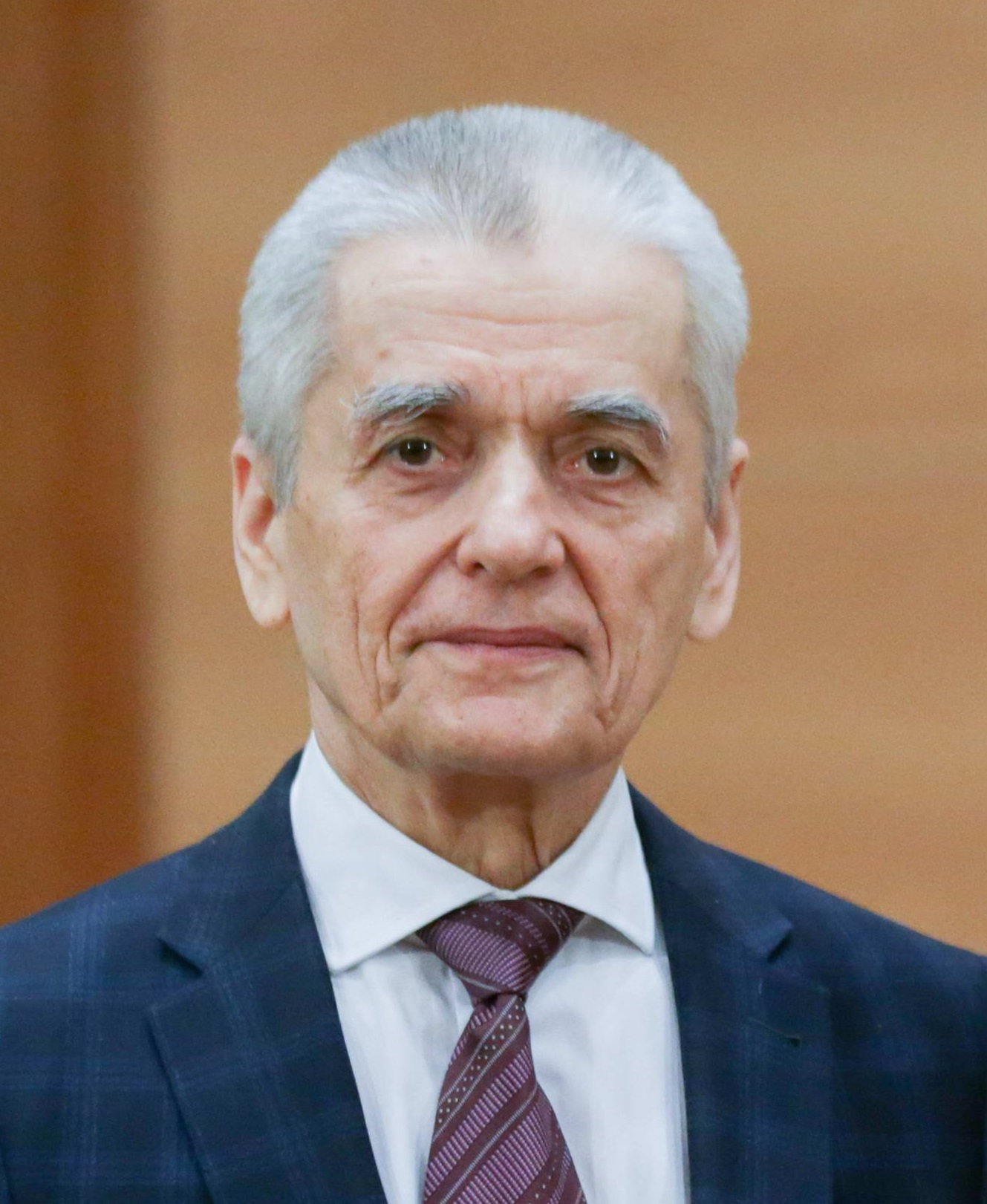
Головний санітарний лікар Геннадій Оніщенко порадив російському уряду заборонити ввезення білоруських молочних продуктів.

29 травня 2009 року тодішній російський прем'єр-міністр Володимир Путін відвідав Мінськ і запропонував останні 500 мільйонів доларів США з кредиту розміром в 2.4 мільярди доларів за умови, що позика буде виплачена в російських рублях. Лукашенко заявляв, що умовою отримання позики було визнання Білоруссю незалежності Абхазії та Південної Осетії. Російські урядовці заперечували це і заморозили позику, при цьому російський політик Олексій Кудрін висловив занепокоєння, стверджуючи, що Білорусь не може дозволити собі бути економічно незалежною до кінця року. Розчарована економічною залежністю від Росії, Білорусь відмовилася від кредиту. Після відмови від російського кредиту, Білорусь отримала 1 мільярд доларів кредиту від Міжнародного валютного фонду.
Під час візиту, російські урядовці також хотіли домовитись про приватизацію найбільших білоруських виробників молочної продукції. Білорусь негайно відреагувала на це розпочавши переговори з ЄС щодо сертифікації білоруських молочних продуктів відповідно до норм ЄС. Росія, своєю чергою, відреагувала, давши доручення санітарним лікарям на чолі з головним санітарним лікарем Геннадієм Оніщенком перевірити білоруську продукцію. Онищенко заявив, що білоруські молочні продукти не мають належної сертифікації, і порадив російському уряду заборонити весь пов'язаний з ними імпорт. Російські ЗМІ розпочали трансляцію заяв про те, що білоруські молочні продукти становлять небезпеку для здоров'я.

### Заборона молочних продуктів, бойкот ОДКБ та переговори
«Нью-Йорк таймс» описує російські перевірки на відповідність санітарним нормам як "зброю в геополітичних суперечках", яку Росія зазвичай використовує в своїх торгових суперечках. 6 червня 2009 року Росія заборонила близько 1200 одиниць молочних продуктів з Білорусі. Заборона була розцінена як серйозна шкода для білоруської молочної галузі, 95 відсотків експорту якої йде до Росії. Однак, білоруський уряд заявив, що "важко зрозуміти, чому ця продукція була заборонена таким гучним та демонстративним способом", нагадуючи, що Росія ніколи не сертифікувала їх для імпорту. Російський уряд заперечували політичний характер заборони. New York Times, Politico та The Sunday Times назвали цей торговий конфлікт "молочною війною".
Лукашенко попросив своїх радників скласти список потенційних економічних загроз, якими Росія може загрожувати Білорусі. Білоруське міністерство закордонних справ заявило, що заборона є "дискримінаційним торговим обмеженням, що порушує міжнародні угоди". Міністерство закордонних справ також заявило про наміри Лукашенка бойкотувати саміт ОДКБ в Москві. Саміт був призначений для підписання угоди про колективну безпеку. Росія розглядала саміт як критично важливий для протидії впливу НАТО та західних країн на пострадянські держави. Лукашенко засудив підписання, аргументуючи це тим, що будь-яка угода є нелегітимною без участі всіх держав-членів: на саміті також не було представників Узбекистану.
17 червня 2009 року Росія оголосила, що заборона білоруських молочних продуктів буде скасована наступного дня. Путін пояснив, що причиною "молочної війни" була кількість імпортованих молочних продуктів, не згадуючи проблем з якістю, які раніше вказувались як причина заборони. Кількість білоруських молочних продуктів, дозволених до ввезення в Росію, згодом подвоїлася. Білорусь демонтувала митні пункти, створені під час Молочної війни, та відкликала митників, розміщених на білорусько-російському кордоні. Після скасування заборони Ендрю Вілсон з аналітичного центру Європейської ради з міжнародних відносин оголосив Лукашенко переможцем Молочної війни, але висловив занепокоєння щодо перспектив довгострокового виживання Білорусі.

## Наслідки

### Білоруська місія до Абхазії та Південній Осетії
У липні 2009 року білоруське міністерство закордонних справ видало попередження, в якому зазначалося, що громадяни повинні в'їжджати в Абхазію та Південну Осетію лише через Грузію. У вересні 2009 році Лукашенко заявив, що Білорусь повинна була визнати Абхазію та Південну Осетію незалежними державами та підтримати Росію. Лукашенко звинуватив росіян в "полюванні на відьом" за скасований кредит в 500 мільйонів доларів і заявив, що "деякі в російському керівництві просто хотіли нас нагнути і взагалі, не надто вже й хотіли, щоб ми визнавали ці республіки".
У жовтні 2009 року Лукашенко високо оцінив відносини Білорусі з Абхазією та Південною Осетією та заявив, що йому потрібно вивчити їх ситуацію, перш ніж ухвалити рішення про визнання їх незалежності. Голова Палати представників Республіки Білорусь Володимир Андрейченко заявив, що "проведе об'єктивну оцінку" щодо Абхазії та Південної Осетії. Пізніше цього місяця Лукашенко висловив свою думку, що Росії в тій ситуації не лишалося іншого вибору, окрім як визнати незалежність Абхазії та Південної Осетії на основі "їхніх прав на самовизначення". В листопаді 2009 року Білорусь направила депутатів парламенту до Грузії, Абхазії та Південної Осетії для проведення дослідження. Грузія відреагувала на це закликом до Білорусі не визнавати спірні регіони незалежними державами.

### Події після 2009 року

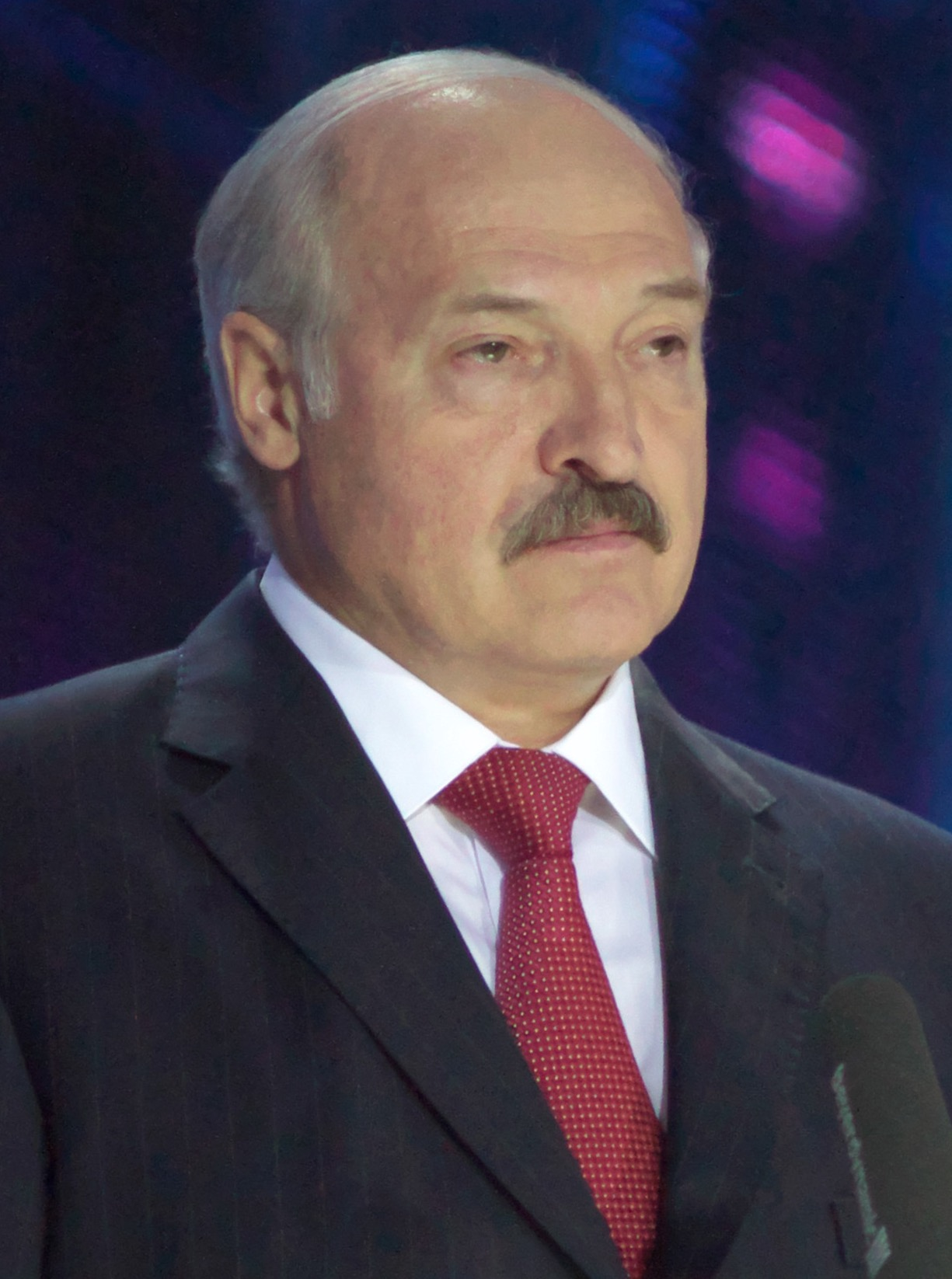
У грудні 2010 року просочилися записи, які показували, що Олександр Лукашенко відчував, що не отримав достатньо вдячності за невизнання Абхазії та Південної Осетії, попри російський тиск.

В грудні 2010 року зі злитого американського дипломатичного листування стало відомо, що Лукашенко скаржився на те, що Європейський Союз не був йому вдячний достатньо за протидію російському тиску щодо визнання Абхазії та Південної Осетії. В повідомленні також вказувалося, що Лукашенко висловив занепокоєння тим, що зростання цін на російський газ змусить Білорусь визнати Абхазію та Південну Осетію. В березні 2014 року, після окупації Криму Росією, Лукашенко прирівняв позицію Білорусі щодо визнання спірного статусу Криму до позиції щодо Абхазії та Південної Осетії. Лукашенко заявив: "Крим, як і Осетія, Абхазія та інші регіони, не є незалежною державою. Сьогодні Крим є де-факто частиною Російської Федерації. Незалежно від того, визнаєте ви це чи ні, факт залишається фактом". В березні 2018 року, Паата Шешелідзе, президент «Нової економічної школи - Грузія», повідомив, що Грузія постійно платить Білорусі за невизнання Абхазії та Південної Осетії.

### Російська "чекова" дипломатія
З часів Молочної війни Росія займалася "чековою дипломатією" і платила багатьом державам за визнання ними незалежності Абхазії та Південної Осетії. У вересні 2009 року Венесуела стала третьою державою, яка визнала Абхазію та Південну Осетію незалежними. Через тиждень Росія підписала з Венесуелою "багатомільярдну угоду щодо економічної співпраці та торгівлі зброєю", яку Джеймстаунський фонд назвав "оплатою за визнання". В грудні 2009 року острівна тихоокеанська держава Науру стала четвертою державою, яка визнала Абхазію та Південну Осетію незалежними, що, за твердженням уряду Грузії, було отримано в обмін на 50 мільйонів доларів інвестицій з Росії. В травні 2011 року інша острівна тихоокеанська держава Вануату визнала Абхазію. Вануатський політик Джо Натуман заявив, що Росія надала Вануату 50 мільйонів доларів за це визнання.
В жовтні 2011 року вже третя острівна тихоокенаська держава Тувалу визнала Абхазію та Південну Осетію, але пізніше відкликала це визнання в березні 2014 року, після того, як Грузія запропонувала Тувалу 250 000 доларів. Грузія також подарувала Фіджі 200 комп'ютерів для того, щоб ця держава продовжувала не визнанавати Абхазію та Південну Осетію. В травні 2018 року Сирія визнала Абхазію та Південну Осетію. Росія надає сирійському уряду військову підтримку в громадянській війні з 2015 року.

## Подальші торгові суперечки

### Погрози в 2013 році та тимчасова заборона в 2017 році
В серпні 2013 року Владислав Баумгертнер, генеральний директор російського виробника калію "Уралкалій", був заарештований у Мінську за причетність до злочинної схеми після того, як Білорусь запросила його на переговори. Через два дні Оніщенко знову висловив занепокоєння щодо якості білоруських молочних продуктів. Це оголошення було розцінено як помста за арешт Баумгертнера і викликало занепокоєння щодо можливості початку Другої молочної війни. В жовтні 2013 року Росія заборонила імпорт молочної продукції з Литви, причому Оніщенко посилався на проблеми з якістю. Заборона сприймалась як спроба здійснити політичний тиск на Литву, яка тоді головувала в Раді Європейського Союзу і планувала проведення саміту, який мав забезпечити тісніші економічні зв'язки з кількома колишніми радянськими державами. Росія в грудні 2013 року оголосила про наміри скасувати заборону після того, як Литва почала погрожувала подати скаргу до Світової організації торгівлі. В січні 2014 року обмеження було знято.
В 2014 році ЄС та США ввели санкції проти Росії через окупацію Криму. Росія у відповідь на це заборонила ввезення певних видів продуктів із західних країн. Пізніше, Росія звинуватила Білорусь у використанні цієї ситуації на свою користь. Росія стверджувала що Білорусь почала поставляти на російські ринки неякісні товари, тоді як білоруські виробники заявляли, що Росія навмисно створила торгові бар'єри. В червні 2017 року Росія заборонила ввезення сиру, виробленого білоруськими компаніями "Бєлсир" та "Щучинський вершковий завод", посилаючись на порушення умов маркування. Пізніше цього місяця Росія скасувала заборону. Із 2016 до 2017 року експорт білоруських молочних продуктів до Росії зменшився на 12.8%.

### Заборона молочних продуктів 2018–2019 років
16 лютого 2018 року президент Татарстану Рустам Мінніханов зустрівся з російським прем'єр-міністром Дмитром Медведєвим і висловив занепокоєння тим, що місцеві фермери зазнають збитків, оскільки посилилось виробництво молочної продукції на основі дешевого сухого молока з Білорусі. 20 лютого Медведєв зробив заяву що Росія має визначити пріоритети щодо своєї вітчизняної молочної галузі, зокрема в Татарстані, замість того, щоб залежати від інших членів Євразійського економічного союзу. Медведєв доручив віцепрем'єру Аркадію Дворковичу підготувати план економічних дій щодо молочної галузі. Через два дні Росія тимчасово заборонила деякі білоруські молочні продукти, посилаючись на проблеми із дотриманням санітарних норм.
1 березня 2018 року Лукашенко визнав що заборона існує. 24 квітня 2018 року він виступив зі зверненням і рокритикував як західні країни, так і Росію, за сприяння ізоляції Білорусі. У своєму зверненні Лукашенко засудив "молочні, м'ясні та цукрові війни, які наш найближчий партнер розпочав проти нас, щоб заблокувати нашим товарам вихід на російський ринок". Ціни на російське сухе молоко зросли влітку 2018 року. В травні 2019 року було скасовано заборону на ввезення молока з Білорусі до Росії. Однак заборона на деякі білоруські молочні продукти залишалась ще деякий час.

## Хроніка подій
- 29 травня російські санітарні служби надіслали білоруському уряду листа, в якого згадували про неприпустимість порушення російського законодавства та про приведення імпортованих продуктів до російських стандартів.
- 5 червня Лукашенко після зустрічі з Медведєвим під час інтерв'ю журналістам заявив, що росіяни хочуть забрати собі білоруські підприємства, але він цього не допустить.
- 5 червня Путін згадав, що білоруські сільськогосподарські підприємства отримують більше державних субсидій, ніж російські. Тому в Росії для них кращі умови. Щоб запобігти знищенню російської молочної галузі, Путін закликав створити однакові умови для виробників молочної продукції в Білорусі та в Росії.
- 6 червня Росспоживнагляд заборонив ввіз до Росії близько 500 видів білоруських молочних продуктів.
- 8 червня припинено поставки ще 593 найменувань білоруських молочних продуктів.[35]
- 13 червня Лукашенко ввечері проводить екстрене засідання з урядом Білорусі і наранок скасовує свій рейс до Москви на засідання Ради колективної безпеки ОДКБ. На цій нараді Лукашенко поставив перед митною та прикордонною службами завдання накласти такі самі обмеження, як і на російській стороні. Пояснення позиції Білорусі направлено уряду Казахстану.
- 14 червня саміт ОДКБ відбувся без участі білоруської сторони. Медведєв прокоментував це так: Білорусь повернеться і все підпише. Білоруська влада визнала саміт та всі підписані там загальні документи безпеки нелегітимними. Учасникам саміту було передано ноту, в якій зазначено, що відсутність білоруського підпису означає відсутність згоди Білорусі на прийняття рішень, що розглядаються цими органами, і, відповідно, відсутність консенсусу щодо прийняття рішень.
- 15 червня міністр сільського господарства Росії Олена Скринник оголосила, що Білорусь готова припинити постачання сухого молока в Росію на півроку.
- 16 червня Геннадій Оніщенко заявив, що Росія бере тайм-аут на постачання молочної продукції з Білорусі, оскільки пояснення білоруської делегації в Москві та заяви чиновників і засобів масової інформації Білорусі різняться. Білоруську делегацію відкликали з Москви. Олександр Шпілевський, голова Білоруського митного комітету, заявив, що з 9:00 17 червня Білорусь запровадить більш жорсткий режим контролю за переміщенням товарів на великих російсько-білоруських магістралях.[36]
- 17 червня вранці на кордоні між Білоруссю та Росією були встановлені білоруські митні пункти. Згідно із заявою державного секретаря Ради безпеки Білорусі Юрія Жадобіна, рішення білоруської влади було "симетричною відповіддю" на дії російської сторони.[37] Міністр сільського господарства Росії Олена Скринник заявила, що консультації та переговори з Білоруссю закінчились позитивно, і досягнуто домовленості, які задовольняють обидві сторони.[38] За словами Скринник, сторони домовились припинити поставки сухого молока з Білорусі до Росії у 2-му та 3-му кварталах 2009 року, але збільшити імпорт білоруського сиру та масла відповідно до потреб Росії. Приблизно в той же час заступник міністра сільського господарства та продовольства Білорусі Михайло Савельєв заявив, що спроби порозумітися зі Росспоживнаглядом все ще не мали успіху.[39] Увечері БелТА повідомила, що проблема поставок білоруських молочних продуктів була вирішена в результаті переговорів у Москві між керівниками білоруських міністерств сільського господарства та охорони здоров'я Семеном Шапірою та Василем Жарко з однієї сторони, та керівником Росспоживнагляду Геннадієм Оніщенко з іншої, що було оформлено протоколом.[40] Пізніше заступник голови Державного митного комітету Білорусі Сергій Борисюк заявив, що Державний митний комітет Білорусі знімає посилений контроль за переміщенням товарів з Росії, який був введений раніше.[41] Геннадій Оніщенко заявив, що "молочна війна" між Росією та Білоруссю закінчилася, оскільки сторонам вдалося домовитись щодо всіх спірних питань.
- 18 червня Росія дозволила імпорт 131 із понад 600 найменувань білоруських молочних продуктів, які раніше були заборонені.[42] Білоруські виробники молочної продукції відновили поставки до Росії вранці 18 червня.[43] Одразу після підписання угоди про постачання білоруських молочних продуктів до Росії стало відомо, що "Газпром" вимагав від "Белтрансгазу" ліквідувати борг на суму 230 млн. доларів за газ, поставлений у період з січня до квітня.[44] Перший заступник міністра енергетики Білорусі Е. Таупянець заявив, що "платежі здійснюються в повному обсязі, виходячи із середньорічної ціни 150 доларів за тисячу кубометрів, як це передбачено угодами на найвищому рівні".[45]